# گوهانا
گوهانا (به انگلیسی: Gohana) یک منطقهٔ مسکونی در هند است که در Sonipat District واقع شده‌است. گوهانا ۶۵٬۷۰۸ نفر جمعیت دارد و ۲۲۵ متر بالاتر از سطح دریا واقع شده‌است.